# Pisac

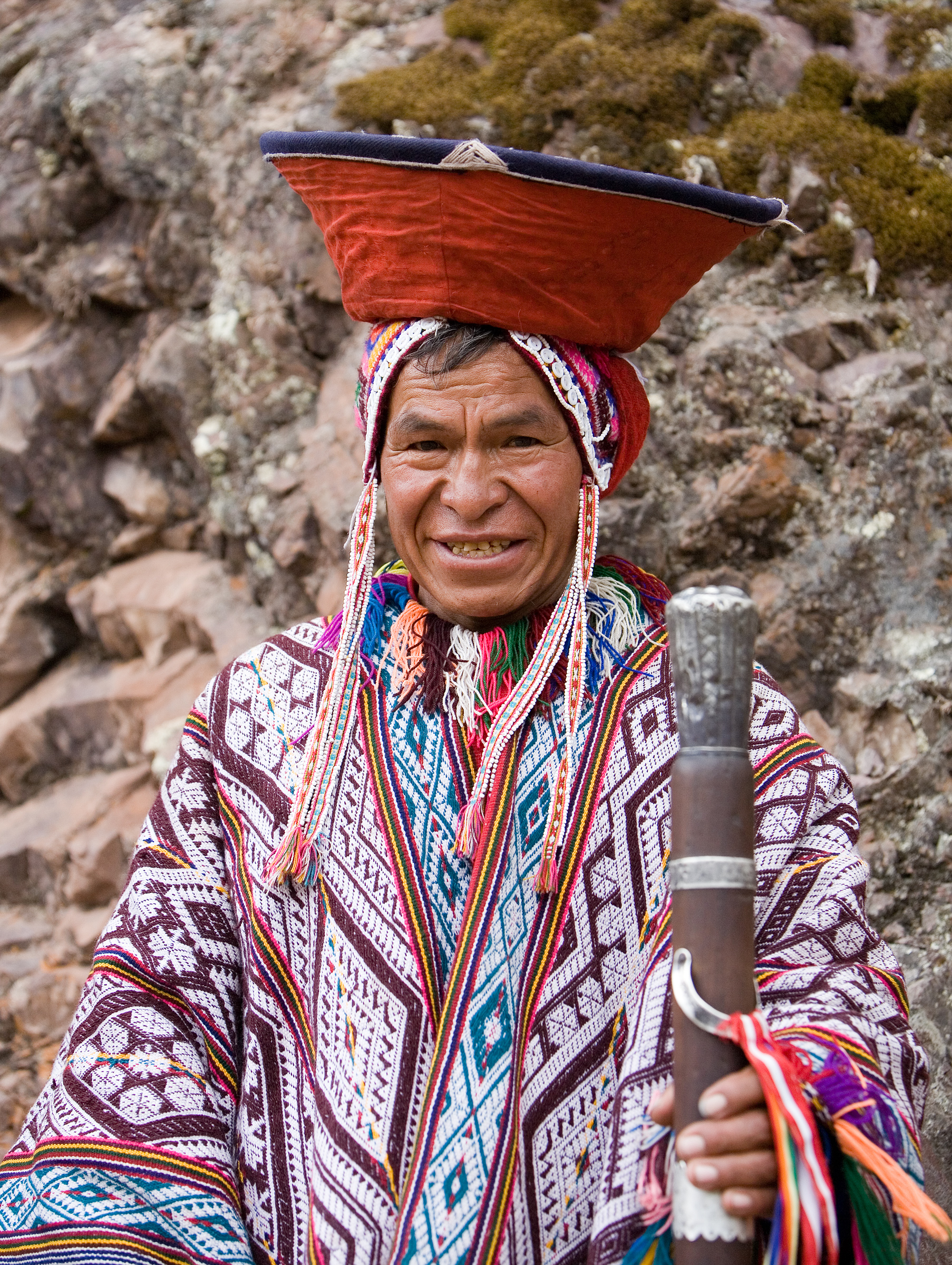
Invånare i Pisac iförd traditionell dräkt.

Pisac (quechua P'isaq) är beläget i Calcaprovinsen i departementet Cusco, 33 kilometer från staden Cusco i Peru. Staden hade 9 796 invånare år 2002.
Dess arkeologiska del är en av de viktigaste i Urubambadalen, eller Inkafolkets heliga dal (Valle Sagrado de los Incas) som den också kallas. Arkitekturen i Pisac är av kolonial typ uppförd under ledning av vicekungen Francisco de Toledo på murrester från inkaindianerna.

## Bildgalleri

Panorama över runier vid Pisac.
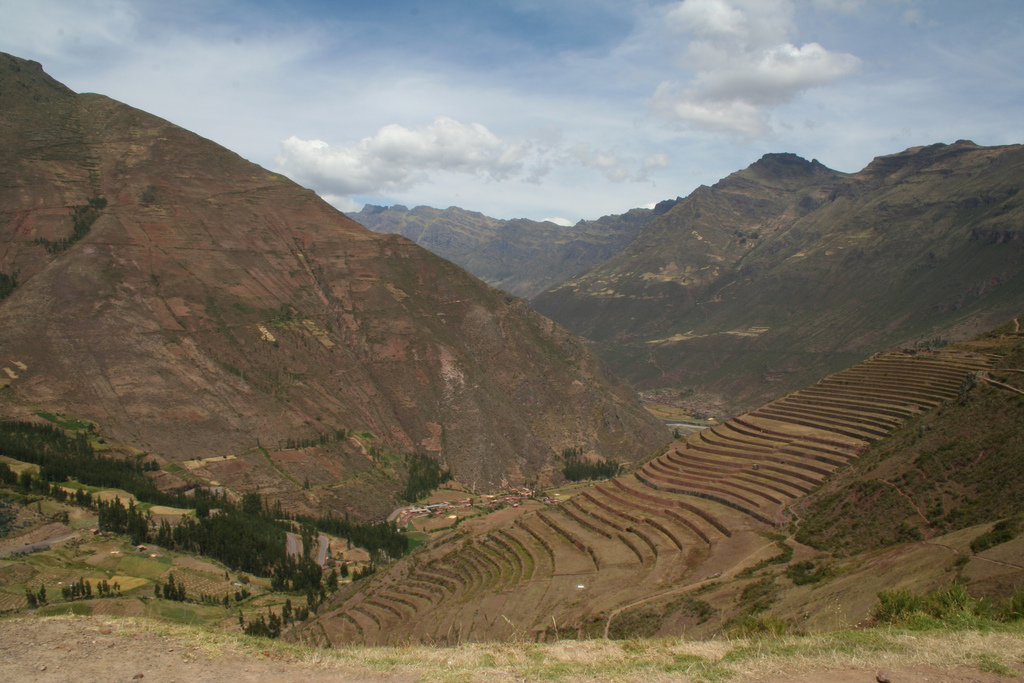
Bergsvy från trakterna kring Pisac.
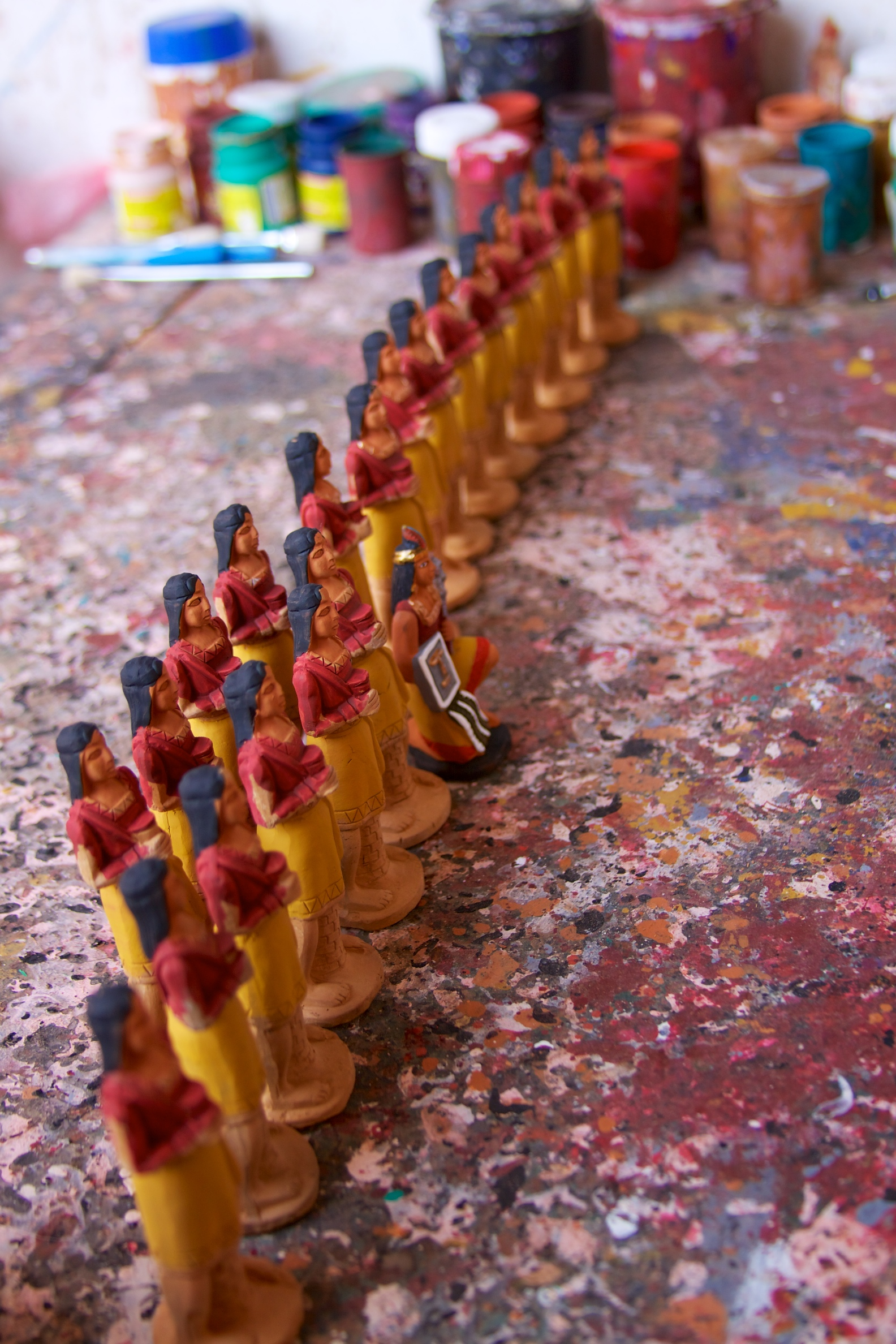
Inkafigurer till schackspel på en marknad i Pisac.
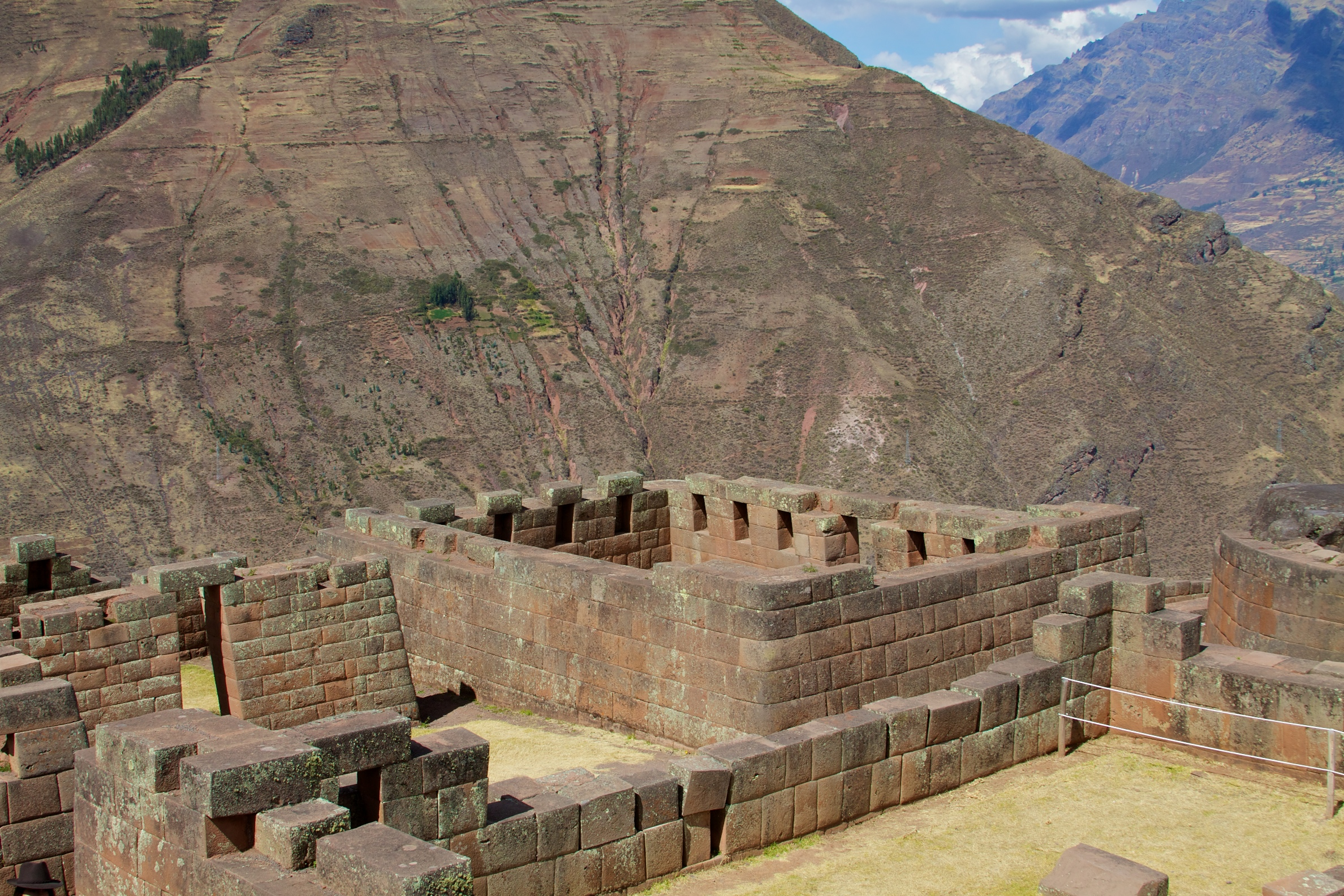
Inkaruiner.